# Braman
Braman – miasto w Stanach Zjednoczonych, w stanie Oklahoma, w hrabstwie Kay.